# Liste der Heritage Buildings in Greater Vancouver North Shore
Die Liste der Heritage Buildings in Greater Vancouver North Shore umfasst alle denkmalgeschützten Objekte des Canadian Register of Historic Places in den Gemeinden am nördlichen Ufer des Burrard Inlets im Greater Vancouver Regional District in British Columbia, Kanada. Dies umfasst folgende Gemeinden:
- North Vancouver,
- North Vancouver (Distrikt) und
- West Vancouver.

| Bild                                    | Name                                                                | Adresse                     | Gemeinde             | Postleitzahl | Standort | IDF   | IDP  | IDM   | Wikidata ID |
| --------------------------------------- | ------------------------------------------------------------------- | --------------------------- | -------------------- | ------------ | -------- | ----- | ---- | ----- | ----------- |
| Weitere Bilder Fotos hochladen          | 214 West 6th Street                                                 | 214 West 6th Street         | North Vancouver      | V7M          | Standort |       |      | 2435  |             |
| Weitere Bilder Fotos hochladen          | 240 East 10th Street Residence                                      | 240 East 10th Street        | North Vancouver      | V7L          | Standort |       |      | 6208  |             |
| Weitere Bilder Fotos hochladen          | 254 Keith Road East Residence                                       | 254 Keith Road East         | North Vancouver      | V7L          | Standort |       |      | 6197  |             |
| Direkt Bild zu diesem Denkmal hochladen | 256 East 10th Street Residence                                      | 256 East 10th Street        | North Vancouver      | V7L          | Standort |       |      | 6325  |             |
| Weitere Bilder Fotos hochladen          | 268 West 6th Street                                                 | 268 West 6th Street         | North Vancouver City | V7M          | Standort |       |      | 3819  |             |
| Direkt Bild zu diesem Denkmal hochladen | 832 Cumberland Crescent                                             | 832 Cumberland Crescent     | North Vancouver City | V7P          | Standort |       |      | 3812  |             |
| Direkt Bild zu diesem Denkmal hochladen | 842 Cumberland Crescent                                             | 842 Cumberland Crescent     | North Vancouver City | V7P          | Standort |       |      | 3811  |             |
| Direkt Bild zu diesem Denkmal hochladen | 852 Cumberland Crescent                                             | 852 Cumberland Crescent     | North Vancouver City | V7P          | Standort |       |      | 3810  |             |
| Direkt Bild zu diesem Denkmal hochladen | 862 Cumberland Crescent                                             | 862 Cumberland Crescent     | North Vancouver City | V7P          | Standort |       |      | 3809  |             |
| Direkt Bild zu diesem Denkmal hochladen | 872 Cumberland Crescent                                             | 872 Cumberland Crescent     | North Vancouver City | V7P          | Standort |       |      | 3808  |             |
| Weitere Bilder Fotos hochladen          | Aberdeen Block                                                      | 90 Lonsdale Avenue          | North Vancouver      | V7L          | Standort |       |      | 2403  |             |
| Weitere Bilder Fotos hochladen          | Administration Building                                             | 131 East 2nd Street         | North Vancouver      | V7L          | Standort | 11148 |      | 2402  |             |
| Weitere Bilder Fotos hochladen          | Archibald Residence                                                 | 227 East 10th Street        | North Vancouver      | V7L          | Standort |       |      | 2480  |             |
| Weitere Bilder Fotos hochladen          | B.C. Telephone Building                                             | 117 West 1st Street         | North Vancouver      | V7M          | Standort |       |      | 2410  |             |
| Direkt Bild zu diesem Denkmal hochladen | Baker Residence                                                     | 650 Keith Road West         | North Vancouver      | V7M          | Standort |       |      | 2442  |             |
| Weitere Bilder Fotos hochladen          | Bank of Hamilton Chambers                                           | 92 Lonsdale Avenue          | North Vancouver      | V7L          | Standort |       |      | 2408  |             |
| Weitere Bilder Fotos hochladen          | Beasley Block                                                       | 101 Lonsdale Avenue         | North Vancouver      | V7M          | Standort |       |      | 2407  |             |
| Direkt Bild zu diesem Denkmal hochladen | Binning Residence National Historic Site of Canada                  | 2968 Mathers Crescent       | West Vancouver       | V7V          | Standort | 11968 |      |       |             |
| Direkt Bild zu diesem Denkmal hochladen | Bow Residence                                                       | 320 Tempe Crescent          | North Vancouver      | V7N          | Standort |       |      | 2400  |             |
| Weitere Bilder Fotos hochladen          | Burrard Dry Dock Company                                            | 109 East Esplanade          | North Vancouver      | V7L          | Standort |       |      | 2443  |             |
| Direkt Bild zu diesem Denkmal hochladen | Captain Archibald Residence                                         | 2735 Lonsdale Avenue        | North Vancouver      | V7N          | Standort |       |      | 2399  |             |
| Weitere Bilder Fotos hochladen          | Chubb Residence                                                     | 345 East 9th Street         | North Vancouver City | V7L          | Standort |       |      | 3830  |             |
| Weitere Bilder Fotos hochladen          | Church of St. John the Evangelist                                   | 333 Chesterfield Avenue     | North Vancouver      | V7M          | Standort |       |      | 2440  |             |
| Weitere Bilder Fotos hochladen          | Clapham Residence                                                   | 736 East 3rd Street         | North Vancouver      | V7L          | Standort |       |      | 6328  |             |
| Weitere Bilder Fotos hochladen          | Colonial Apartments                                                 | 160 East 10th Street        | North Vancouver      | V7L          | Standort |       |      | 2439  |             |
| Weitere Bilder Fotos hochladen          | Commercial Block                                                    | 277 East 8th Street         | North Vancouver      | V7L          | Standort |       |      | 2467  |             |
| Weitere Bilder Fotos hochladen          | Coronation Block                                                    | 105 Esplanade Avenue West   | North Vancouver      | V7M          | Standort |       |      | 2438  |             |
| Direkt Bild zu diesem Denkmal hochladen | Crease Residence                                                    | 246 East 10th Street        | North Vancouver      | V7L          | Standort |       |      | 6324  |             |
| Weitere Bilder Fotos hochladen          | Cunliffe Residence                                                  | 419 East 13th Street        | North Vancouver      | V7L          | Standort |       |      | 6205  |             |
| Direkt Bild zu diesem Denkmal hochladen | Cunningham Residence                                                | 172 East 25th Street        | North Vancouver City | V7N          | Standort |       |      | 3806  |             |
| Weitere Bilder Fotos hochladen          | Deptford Residence                                                  | 426 Keith Road West         | North Vancouver      | V7M          | Standort |       |      | 6203  |             |
| Weitere Bilder Fotos hochladen          | Doherty Residence                                                   | 309 East 12th Street        | North Vancouver      | V7L          | Standort |       |      | 6327  |             |
| Weitere Bilder Fotos hochladen          | Doney Residence                                                     | 745 Grand Boulevard         | North Vancouver      | V7L          | Standort |       |      | 2423  |             |
| Weitere Bilder Fotos hochladen          | Drysdale Residence                                                  | 266 West 6th Street         | North Vancouver City | V7M          | Standort |       |      | 3818  |             |
| Direkt Bild zu diesem Denkmal hochladen | Edington Residence                                                  | 848 East 6th Street         | North Vancouver      | V7L          | Standort |       |      | 6331  |             |
| Weitere Bilder Fotos hochladen          | Ellis Residence                                                     | 800 Grand Boulevard         | North Vancouver      | V7L          | Standort |       |      | 2424  |             |
| Direkt Bild zu diesem Denkmal hochladen | Emery Residence                                                     | 256 East 1st Street         | North Vancouver      | V7L          | Standort |       |      | 6206  |             |
| Weitere Bilder Fotos hochladen          | Falcioni Residence                                                  | 168 East 1st Street         | North Vancouver City | V7L          | Standort |       |      | 3833  |             |
| Direkt Bild zu diesem Denkmal hochladen | Fawcett Residence                                                   | 442 East 2nd Street         | North Vancouver      | V7L          | Standort |       |      | 6333  |             |
| Weitere Bilder Fotos hochladen          | Finlay’s Row                                                        | 200 Block East 19th Street  | North Vancouver      | V7L          | Standort |       |      | 2465  |             |
| Weitere Bilder Fotos hochladen          | First Church of Christ Scientist                                    | 185 Keith Road              | North Vancouver      | V7L          | Standort |       |      | 2412  |             |
| Weitere Bilder Fotos hochladen          | Foster Residence                                                    | 276 Keith Road East         | North Vancouver      | V7L          | Standort |       |      | 6198  |             |
| Weitere Bilder Fotos hochladen          | Gill Residence                                                      | 1617 Grand Boulevard        | North Vancouver      | V7L          | Standort |       |      | 2415  |             |
| Direkt Bild zu diesem Denkmal hochladen | Gladwin Residence                                                   | 225 East 10th Street        | North Vancouver      | V7L          | Standort |       |      | 2479  |             |
| Weitere Bilder Fotos hochladen          | Grand Boulevard                                                     | Grand Boulevard             | North Vancouver      | V7L          | Standort |       |      | 2425  |             |
| Weitere Bilder Fotos hochladen          | Grant Residence                                                     | 278 West 5th Street         | North Vancouver      | V7M          | Standort |       |      | 6330  |             |
| Weitere Bilder Fotos hochladen          | H.D. Green-Armytage Residence                                       | 116 West 23rd Street        | North Vancouver City | V7M          | Standort |       |      | 3807  |             |
| Weitere Bilder Fotos hochladen          | Hall Residence                                                      | 315 East 10th Street        | North Vancouver City | V7L          | Standort |       |      | 2418  |             |
| Direkt Bild zu diesem Denkmal hochladen | Hamersley Gardener’s Cottage                                        | 364 East 1st Street         | North Vancouver      | V7L          | Standort |       |      | 2406  |             |
| Direkt Bild zu diesem Denkmal hochladen | Hamersley House                                                     | 350 East 2nd Street         | North Vancouver      | V7L          | Standort |       |      | 2484  |             |
| Weitere Bilder Fotos hochladen          | Hansbrough Residence                                                | 426 East 10th Street        | North Vancouver      | V7L          | Standort |       |      | 6326  |             |
| Direkt Bild zu diesem Denkmal hochladen | Harbour Manor                                                       | 250 East 1st Street         | North Vancouver      | V7L          | Standort |       |      | 2405  |             |
| Weitere Bilder Fotos hochladen          | Harvie Residence                                                    | 952 Grand Boulevard         | North Vancouver City | V7L          | Standort |       |      | 3829  |             |
| Weitere Bilder Fotos hochladen          | Haswell Residence                                                   | 910 Grand Boulevard         | North Vancouver      | V7L          | Standort |       |      | 2421  |             |
| Direkt Bild zu diesem Denkmal hochladen | Henderson Residence                                                 | 405 East 4th Street         | North Vancouver      | V7L          | Standort |       |      | 2478  |             |
| Weitere Bilder Fotos hochladen          | Hoare Residence                                                     | 387 East 5th Street         | North Vancouver City | V7L          | Standort |       |      | 3834  |             |
| Weitere Bilder Fotos hochladen          | Howard-Gibbon Residence                                             | 262 West 6th Street         | North Vancouver City | V7M          | Standort |       |      | 3817  |             |
| Weitere Bilder Fotos hochladen          | Huggett Residence                                                   | 1533 Grand Boulevard        | North Vancouver City | V7L          | Standort |       |      | 3814  |             |
| Weitere Bilder Fotos hochladen          | Hughes Residence                                                    | 152 East 3rd Street         | North Vancouver City | V7L          | Standort |       |      | 3831  |             |
| Weitere Bilder Fotos hochladen          | Humphreys Residence                                                 | 1500 Grand Boulevard        | North Vancouver City | V7L          | Standort |       |      | 3815  |             |
| Weitere Bilder Fotos hochladen          | Jones Residence, West 16th Street                                   | 343 West 16th Street        | North Vancouver City | V7M          | Standort |       |      | 3813  |             |
| Weitere Bilder Fotos hochladen          | Keith Block                                                         | 93 Lonsdale Avenue          | North Vancouver      | V7M          | Standort |       |      | 2409  |             |
| Weitere Bilder Fotos hochladen          | Keith Residence                                                     | 750 Grand Boulevard         | North Vancouver      | V7L          | Standort |       |      | 2422  |             |
| Weitere Bilder Fotos hochladen          | Keller Residence                                                    | 524 East 11th Street        | North Vancouver City | V7L          | Standort |       |      | 3823  |             |
| Fotos hochladen                         | Kinder Residence                                                    | 209 West 13th Street        | North Vancouver City | V7M          | Standort |       |      | 3835  |             |
| Weitere Bilder Fotos hochladen          | Knowles Residence                                                   | 328 West 14th Street        | North Vancouver      | V7M          | Standort |       |      | 2463  |             |
| Weitere Bilder Fotos hochladen          | Larson Residence                                                    | 254 West 6th Street         | North Vancouver      | V7M          | Standort |       |      | 2462  |             |
| Weitere Bilder Fotos hochladen          | Law Block                                                           | 123 East 3rd Street         | North Vancouver      | V7L          | Standort |       |      | 2482  |             |
| Weitere Bilder Fotos hochladen          | Logan Residence                                                     | 508-510 St. George’s Avenue | North Vancouver      | V7L          | Standort |       |      | 2401  |             |
| Direkt Bild zu diesem Denkmal hochladen | Lonsdale School                                                     | 2151 Lonsdale Avenue        | North Vancouver      | V7M          | Standort |       |      | 2445  |             |
| Weitere Bilder Fotos hochladen          | MacLeod Residence                                                   | 233 West 6th Street         | North Vancouver City | V7M          | Standort |       |      | 3828  |             |
| Direkt Bild zu diesem Denkmal hochladen | McDowell Residence                                                  | 1160 Grand Boulevard        | North Vancouver City | V7L          | Standort |       |      | 3821  |             |
| Weitere Bilder Fotos hochladen          | McEwen Residence                                                    | 346 East 8th Street         | North Vancouver      | V7L          | Standort |       |      | 6336  |             |
| Weitere Bilder Fotos hochladen          | McNair Residence                                                    | 288 East 6th Street         | North Vancouver      | V7L          | Standort |       |      | 2483  |             |
| Weitere Bilder Fotos hochladen          | Milne Residence                                                     | 1849 Moody Avenue           | North Vancouver      | V7L          | Standort |       |      | 6200  |             |
| Weitere Bilder Fotos hochladen          | Mount Crown Block                                                   | 109 East 1st Street         | North Vancouver      | V7L          | Standort |       |      | 2404  |             |
| Weitere Bilder Fotos hochladen          | Nixon Residence                                                     | 1234 Ridgeway Avenue        | North Vancouver      | V7L          | Standort |       |      | 6202  |             |
| Direkt Bild zu diesem Denkmal hochladen | North Vancouver Cartage Company                                     | 7A Lonsdale Avenue          | North Vancouver      | V7M          | Standort |       |      | 2444  |             |
| Weitere Bilder Fotos hochladen          | North Vancouver General Hospital                                    | 240 East 13th Street        | North Vancouver      | V7L          | Standort |       |      | 2466  |             |
| Weitere Bilder Fotos hochladen          | North Vancouver Masonic Temple                                      | 1140 Lonsdale Avenue        | North Vancouver City | V7L          | Standort |       |      | 3822  |             |
| Weitere Bilder Fotos hochladen          | Ottawa Gardens                                                      | West 6th Street             | North Vancouver      | V7M          | Standort |       |      | 2427  |             |
| Direkt Bild zu diesem Denkmal hochladen | Pacific Great Eastern Railway Station                               | 107 Carrie Cates Court      | North Vancouver      | V7M          | Standort |       |      | 2414  |             |
| Weitere Bilder Fotos hochladen          | Paine Residence                                                     | 217 East Keith Road         | North Vancouver City | V7L          | Standort |       |      | 3836  |             |
| Fotos hochladen                         | Peers Residence                                                     | 1450 Jones Avenue           | North Vancouver      | V7M          | Standort |       |      | 6201  |             |
| Weitere Bilder Fotos hochladen          | Perry Residence                                                     | 324 East 10th Street        | North Vancouver      | V7L          | Standort |       |      | 6207  |             |
| Weitere Bilder Fotos hochladen          | Point Atkinson Lighthouse National Historic Site of Canada          | Burrard Inlet               | West Vancouver       |              | Standort | 12768 |      |       |             |
| Direkt Bild zu diesem Denkmal hochladen | Post Office and Federal Building                                    | 100 East 1st Street         | North Vancouver      | V7L          | Standort |       |      | 2437  |             |
| Weitere Bilder Fotos hochladen          | Purse Residence                                                     | 513 East Keith Road         | North Vancouver City | V7L          | Standort |       |      | 3837  |             |
| Weitere Bilder Fotos hochladen          | Queen Mary School                                                   | 230 Keith Road West         | North Vancouver      | V7M          | Standort |       |      | 11314 |             |
| Weitere Bilder Fotos hochladen          | Ridgeway School                                                     | 420 East 8th Street         | North Vancouver      | V7L          | Standort |       |      | 2468  |             |
| Weitere Bilder Fotos hochladen          | Saint Paul’s Roman Catholic Church National Historic Site of Canada | 426 Esplanade Street West   | North Vancouver      | V7M          | Standort | 12683 |      |       |             |
| Direkt Bild zu diesem Denkmal hochladen | Sicot/Burmester Residence                                           | 621 West 15th Street        | North Vancouver      | V7M          | Standort |       |      | 6335  |             |
| Weitere Bilder Fotos hochladen          | Sisters of St. Paul School                                          | 524 West 6th Street         | North Vancouver      | V7M          | Standort |       |      | 2434  |             |
| Weitere Bilder Fotos hochladen          | St. Andrew’s United Church                                          | 1044 St. George’s Avenue    | North Vancouver      | V7L          | Standort |       |      | 2464  |             |
| Weitere Bilder Fotos hochladen          | St. Edmund’s Church                                                 | 535 Mahon Avenue            | North Vancouver      | V7M          | Standort |       |      | 2441  |             |
| Weitere Bilder Fotos hochladen          | Steacy Residence                                                    | 557 Lonsdale Avenue         | North Vancouver      | V7M          | Standort |       |      | 2411  |             |
| Weitere Bilder Fotos hochladen          | Stephens Residence                                                  | 234 West 6th Street         | North Vancouver      | V7M          | Standort |       |      | 2433  |             |
| Weitere Bilder Fotos hochladen          | Stewart Residence                                                   | 1105 Grand Boulevard        | North Vancouver City | V7L          | Standort |       | 5141 | 3820  |             |
| Direkt Bild zu diesem Denkmal hochladen | Sutherland Residence                                                | 2144 Mahon Avenue           | North Vancouver      | V7M          | Standort |       |      | 6195  |             |
| Weitere Bilder Fotos hochladen          | Syndicate Block                                                     | 104 West Esplanade          | North Vancouver      | V7M          | Standort |       |      | 6334  |             |
| Direkt Bild zu diesem Denkmal hochladen | Taylor Residence                                                    | 1653 Grand Boulevard        | North Vancouver      | V7L          | Standort |       |      | 2419  |             |
| Direkt Bild zu diesem Denkmal hochladen | Tesky Residence                                                     | 244 East 10th Street        | North Vancouver      | V7L          | Standort |       |      | 6322  |             |
| Direkt Bild zu diesem Denkmal hochladen | Vance Residence                                                     | 620 West 15th Street        | North Vancouver      | V7M          | Standort |       |      | 2416  |             |
| Weitere Bilder Fotos hochladen          | Victoria Park                                                       | 650 Lonsdale Avenue         | North Vancouver      | V7L          | Standort |       |      | 2426  |             |
| Direkt Bild zu diesem Denkmal hochladen | Wright Residence                                                    | 146 East 3rd Street         | North Vancouver      | V7L          | Standort |       |      | 6204  |             |
| Weitere Bilder Fotos hochladen          | Wynard and Charlotte Gladwin Residence                              | 260 Keith Road East         | North Vancouver      | V7L          | Standort |       |      | 6196  |             |
| Weitere Bilder Fotos hochladen          | Young Residence                                                     | 1753 Grand Boulevard        | North Vancouver      | V7L          | Standort |       |      | 2420  |             |

- Karte mit allen Koordinaten:
- OSM |
- WikiMap